# Miodrag Todorčević
Miodrag Todorčević (en serbocroat: Миодраг Тодорчевић) (nascut a Belgrad el 10 de novembre de 1940), és un jugador i entrenador d'escacs d'origen serbi, que es nacionalitzà francès, i posteriorment nacionalitzat espanyol. Obtingué el títol de Gran Mestre Internacional el 1989.
Tot i que es manté inactiu des de novembre de 2010, a la llista d'Elo de la FIDE de novembre de 2014, hi tenia un Elo de 2401 punts, cosa que en feia el jugador número 105 de l'estat espanyol. El seu màxim Elo va ser de 2540 punts, a la llista de juliol de 1990 (posició 102 al rànquing mundial).

## Resultats destacats en competició
En la seva carrera, ha representat Iugoslàvia (fins a 1968, i també entre 1977 i 2003, posteriorment França (1968-1977), i Espanya (des de 2003).
Todorčević ha guanyat en 5 ocasions del Campionat d'escacs de la Ciutat de París (1966, 1967, 1973, 1974, 1976). El 1975, a Dijon, fou el guanyador del Campionat de França amb un resultat perfecte d'11 punts d'11 partides. El 1990 va guanyar el fort Torneig Internacional de Salamanca (empatat a punts amb Alfonso Romero).
El 1987 va participar en el torneig Interzonal de Szirak, a Hongria, dins el cicle pel campionat del món d'escacs de 1990, i hi acabà 11è (de 18).
Va participar dos cops com a jugador a les Olimpíades d'escacs, representant França, els anys 1972 i 1974. A les olimpíades entre el 1976 i el 1986, hi anà com a entrenador i capità de l'equip francès.